# Castanospermina
La castanospermina es un alcaloide indolizínico aislado de las semillas de Castanospermum australe.  Es un potente inhibidor de algunas glucosidasas además de su actividad antiviral.

## Biosíntesis
La castanospermina proviene biosintéticamente del ácido pipecólico. Éste se condensa con dos unidades de acetato por medio de condensaciones de Claisen de la misma manera que en los policétidos. Por medio de oxidaciones es como se obtiene la castanospermina.

## Síntesis
Dhavale y colaboradores reportaron la síntesis de la castanospermina a partir de la N-{(E)-[(3aR,5S,6S,6aR)-6-benciloxi-2,2-dimetiltetrahidrofuro[2,3-d][1,3]dioxol-5-yl]metiliden}-1-fenilmetanamina.